# Người Argentina gốc Âu
Người Argentina gốc Âu thuộc một số cộng đồng theo dõi nguồn gốc của họ đối với các cuộc di cư khác nhau từ châu Âu và đã đóng góp cho sự đa dạng về văn hóa và nhân khẩu học của đất nước. Họ là hậu duệ của thực dân từ Tây Ban Nha trong thời kỳ thuộc địa trước năm 1810, hoặc trong phần lớn các trường hợp, người Ý, Tây Ban Nha và những người châu Âu khác đến trong làn sóng nhập cư lớn từ giữa thế kỷ 19 đến giữa thế kỷ 20, và những người chủ yếu kết hôn giữa nhiều quốc tịch của họ trong và sau làn sóng này. Không có điều tra dân số gần đây của Argentina bao gồm các câu hỏi toàn diện về dân tộc, mặc dù nhiều nghiên cứu đã xác định rằng người Argentina ở châu Âu chiếm đa số ở nước này kể từ năm 1914.

## Phân bố
Người Argentina gốc Âu có thể sống ở bất kỳ nơi nào trên đất nước, mặc dù tỷ lệ của họ thay đổi tùy theo khu vực. Do thực tế là điểm nhập cảnh chính của những người nhập cư châu Âu là Buenos Aires, họ định cư chủ yếu ở khu vực miền trung đông được gọi là Pampas (các tỉnh của Buenos Aires, Santa Fe, Córdoba, Entre Ríos và La Pampa), Sự hiện diện của họ ở khu vực phía bắc ít rõ ràng hơn vì nhiều lý do: đó là khu vực đông dân nhất của đất nước (chủ yếu bởi người da đỏ và Mestizo) cho đến khi làn sóng nhập cư từ năm 1857 đến 1940, và đó là khu vực mà những người mới đến châu Âu định cư ít nhất. Trong thập kỷ qua, do di cư nội địa từ các tỉnh phía Bắc và do nhập cư đặc biệt là từ Bolivia, Peru và Paraguay (mà có đa số người da đỏ và Mestizo), tỷ lệ Argentina gốc Âu tại một số khu vực nhất định của vùng Đại Buenos Aires, và các tỉnh Salta và Jujuy cũng đã giảm đáng kể.

## Ước tính
Không có dữ liệu điều tra dân số chính thức cũng như các nghiên cứu có ý nghĩa thống kê tồn tại trên số lượng hoặc tỷ lệ phần trăm chính xác của người Argentina gốc châu Âu ngày nay. Chính phủ Argentina công nhận các cộng đồng khác nhau, nhưng Viện thống kê và kiểm duyệt quốc gia Argentina (INDEC) không tiến hành các cuộc điều tra dân tộc/ chủng tộc, cũng không bao gồm các câu hỏi về sắc tộc. Điều tra dân số được thực hiện vào ngày 27 tháng 10 năm 2010, bao gồm các câu hỏi về người bản địa (bổ sung cho khảo sát được thực hiện năm 2005) và về hậu duệ của người châu Phi.

## Nghiên cứu di truyền
Người ta ước tính rằng hơn 20 triệu người Argentina (khoảng 52%) có ít nhất một người đi trước ở Ý. Một nghiên cứu khác về tổ tiên người người Anh điêng của người Argentina được lãnh đạo bởi nhà di truyền học người Argentina Daniel Corach thuộc Đại học Buenos Aires. Kết quả của nghiên cứu này trong đó DNA từ 320 cá thể ở 9 tỉnh của Argentina đã được kiểm tra cho thấy 56% những cá thể này có ít nhất một tổ tiên của người người Anh điêng. Một nghiên cứu khác về tổ tiên của người châu Phi cũng được thực hiện bởi Đại học Buenos Aires ở thành phố La Plata. Trong nghiên cứu này, 4,3% trong số 500 người tham gia nghiên cứu được chứng minh là có một mức độ nào đó của tổ tiên châu Phi. Tuy nhiên, phải nói ở đây rằng loại nghiên cứu di truyền này - chỉ tìm kiếm các dòng dõi cụ thể trong mtDNA hoặc trong nhiễm sắc thể Y, không kết hợp lại - có thể gây hiểu nhầm. Ví dụ, một người có bảy ông bà châu Âu và chỉ có một ông bà người Anh điêng/ Mestizo sẽ được bao gồm trong 56% đó, mặc dù kiểu hình của anh ấy/ cô ấy có lẽ sẽ là người da trắng.
Một nghiên cứu di truyền riêng biệt về sự pha trộn gen được thực hiện bởi các nhà khoa học Argentina và Pháp từ nhiều tổ chức khoa học và khoa học (CONICET, UBA, Trung tâm d'anthropologie de Toulouse). Nghiên cứu này cho thấy đóng góp trung bình cho tổ tiên người Argentina là 79,9% châu Âu, 15,8% người Anh điêng và 4,3% châu Phi. Một nghiên cứu tương tự khác được thực hiện vào năm 2006, và kết quả của nó cũng tương tự. Một nhóm được dẫn dắt bởi Michael F. Seldin từ Đại học California, với các thành viên của các viện khoa học từ Argentina, Hoa Kỳ, Thụy Điển và Guatemala, đã phân tích các mẫu từ 94 cá nhân và kết luận rằng cấu trúc di truyền trung bình của dân số Argentina có đóng góp 78,1% ở châu Âu, 19,4% người Anh điêng và 2,5% đóng góp của châu Phi (sử dụng thuật toán Bayes).
Một nhóm do Daniel Corach dẫn đầu đã thực hiện một nghiên cứu mới vào năm 2009, phân tích 246 mẫu từ tám tỉnh và ba vùng khác nhau của đất nước. Kết quả như sau: phân tích DNA Y-Chromosome cho thấy 94,1% đóng góp của châu Âu (cao hơn một chút so với 90% của nghiên cứu năm 2005), và chỉ 4,9% và 0,9% đóng góp của người Mỹ bản địa và người da đen châu Phi, tương ứng. Phân tích DNA ty thể một lần nữa cho thấy sự đóng góp lớn của người Anh điêng theo dòng dõi của mẹ, ở mức 53,7%, với 44,3% đóng góp của châu Âu và đóng góp 2% ở châu Phi. Nghiên cứu về 24 autosomalcác dấu hiệu cũng chứng minh sự đóng góp lớn của châu Âu là 78,6%, so với 17,3% đóng góp của người Anh điêng và 4,1% của người da đen châu Phi. Các mẫu được so sánh với ba quần thể cha mẹ giả định và kết quả phân tích MDS cho thấy "hầu hết các mẫu của Argentina tập hợp hoặc gần nhất với người châu Âu, một số xuất hiện giữa người châu Âu và người Mỹ bản địa cho thấy mức độ trộn lẫn gen giữa hai nhóm này, ba các mẫu được nhóm gần với người Mỹ bản địa và không có mẫu người Argentina nào xuất hiện gần với người châu Phi".